# یواس‌اس موکاسین (آی‌دی-۱۳۲۲)
یواس‌اس موکاسین (آی‌دی-۱۳۲۲) (به انگلیسی: USS Moccasin (ID-1322)) یک کشتی بود که طول آن ۳۷۰ فوت ۶ اینچ (۱۱۲٫۹۳ متر) بود. این کشتی در سال ۱۹۰۳ ساخته شد.